# 鈴木隆之 (農家)
鈴木 隆之（すずき たかゆき）は日本の農家。すずきエスニックファーム代表。

## 経歴
辛い物が好きであり、自宅のプランターで唐辛子やパクチーを育てていた。
定年まで残り20年くらいの時に、これからのことについて考え創業塾へ通うようになった。好きなことを追求する塾の講師との出会いがきっかけになり、そこから勤め先を辞め、農家に転向した。
2021年に広島県廿日市市佐伯地区で農園を開き、パクチーやエスニック料理の材料を栽培している。「すずきエスニックファーム」と名付けた農園では、パクチーに加えニンニクや唐辛子を栽培している。生のおいしい唐辛子を食べてもらいたいという気持ちから農薬は使っていない。自ら特産市やスーパーで販売している。
2023年に、エフエムはつかいち「まんぷくが行く!」で激辛農家として取り上げられた。2024年には、広島三越で販売会を開催した。